# Pals First (pel·lícula de 1926)
Pals First és una pel·lícula muda dirigida per Edwin Carewe i protagonitzada per Lloyd Hughes, Dolores del Río i Alec B. Francis. La pel·lícula, produïda per la Edwin Carewe Productions, es va estrenar el 9 d'agost de 1926. Es considera una pel·lícula perduda. Existeix una versió anterior amb el mateix títol també dirigida per Edwin Carewe. En tots dos casos estan basades en l'obra de teatre de Lee Wilson Dodd (1915).

## Argument
Richard Castleman, propietari de Winnecrest Hall a Louisiana, decideix fer un viatge per mar per recomanació del seu cosí i metge, Harry Chilton. En ser fora, Harry comença a festejar la promesa de Castleman, Jeanne Lamont. Passat un temps arriba la notícia que Castleman ha mort i Chilton es disposa a usurpar la fortuna i propietats d'aquest.
Mentrestant, un parell de rodamóns, Dominie i l'Esquirol, troben ferit Danny Rowland, i oportunament arriben a la finca a la recerca de menjar. Rowland és idèntic a Castleman i per això és acollit com si l'amo hagués arribat de nou. Dominie és presentat com un clergue anglès i l'Esquirol com un conte italià. Danny s'enamora de Jeanne, que realment creu que es tracta del seu promès. Chilton, sospita del trio i els acaba desemmascarant. A la fi, però, Danny és realment Castleman, que havia decidit reformar els dos homes amb qui havia fet amistat i a la vegada fer palesa la deshonestedat del seu cosí.

## Repartiment
- Dolores del Río (Jeanne Lamont)
- Lloyd Hughes (Richard Castleman / Danny Rowland)
- Alec B. Francis (Dominie)
- George Cooper (The Squirrel)
- Edward Earle (Dr. Harry Shilton)
- Hamilton Morse (jutge Lamont)
- George H. Reed (oncle Alex)
- Alice Nichols (tieta Caroline)
- Alice Belcher (Charley Anderson)
- Margaret Gray (nena, no acreditada)